# 七支刀
七支刀是保存在日本奈良县天理市石上神宫的铁剑。傳说这就是《日本书纪》神功皇后五十二年条所记载的七支刀。全长约75厘米。刀身两侧各交错伸出三把双刃枝刀，非实用品。刀身两面有60多个字的金嵌铭文，敘述百濟王命人製造七支刀赠與日本之經過，是探讨东亚各国关系的宝贵史料。关于铭文的解释尚无定论，有369年百济王为倭王制造的百济上献品说、百济王对倭王的下赐品说、东晋通过百济王下赐倭王说以及5世纪后半叶的百济刀之说等等。但都严厉批判了把《日本书纪》和《古事记》中关于上贡倭王的记载与铭文直接联系起来的传统说法。七支刀是日本的国宝。
銘文：
（表）泰■四年五月十六日丙午正陽造百鍊磨七支刀出辟百兵宜供供侯王永年大吉祥
（裏）先世以來未有此刀百濟王世（子）奇生聖音故為倭王旨造傳示後世。

## 年代推斷
碑文開頭「泰■四年」被認為是百濟作為冊封國而使用宗主國年號，年代主要有三種說法：
1. 西晉泰始四年（268年）
2. 東晉太和四年（369年）（「泰」和「太」可互通）
3. 劉宋泰始四年（468年）

### 西晉泰始四年說
此說與《日本書紀》中神功皇后攝政52年（在戰前日本學界比定為公元252年）的記載最接近。是七支刀發現者菅政友提出的說法。此刀在百濟第八代國王古爾王時期所造，而此時西晉的皇帝是晉武帝司馬炎。

### 東晉太和四年說
山尾幸久認為七支刀是百濟遣使進貢，獲得東晉皇帝下賜的，百濟再將仿造品贈送給倭國。此外東晉盛行道教，人們相信七支刀有神奇的力量，可以辟百兵（止戰）。浜田耕策依據山尾幸久的分析基礎上進一步推論，認為百濟國王之所以仿造七支刀贈送給倭王，是因為當時百濟正與高句麗處於敵對狀態，因此先與東晉建立藩屬關係，再與倭國建立友好關係。
上述兩個理論皆認為銘文中的「丙午」是與其後的「正陽」相對的吉利語，而非實際的干支。 

### 劉宋泰始四年說
宮崎市定認為「丙午」為實際的干支紀年，並將銘文解釋為泰始四年五月（上述兩個理論的年代皆與丙午年有較大的落差，而466年的丙午年與泰始四年只差兩年）。
1. ↑  浜田耕策.  (PDF). 日韓文化交流基金 （日语）.
2. ↑  宮崎市定. . 中公文庫. 1992年1月.